# 辻本智子
辻本 智子は、日本の環境プランナー・デザイナー。ランドスケープアーキテクト。

## 人物
1990年大阪国際花と緑の博覧会では外部シンクタンク社員として企画に関与、2000年淡路花博では兵庫県テーマ館「奇跡の星の植物館」企画･設計･プロデュース、2004年浜名湖花博では主催者展示および循環の庭の企画･設計―3つの花博に加え、総合プロデュースを行ったジャパンフラワーフェステイバル香川等, 国家プロジェクトでプランニングから植栽デザイン・イベント企画までトータルプロデュースを行う。
2012年より日英米園芸造園制度の検討をロングウッツドガーデン・フィデリティ社(USA)と進め、2014年春からフィデリティ社(USA)支援の下、ロングウッドガーデン(USA)、ヒドコート・マナー・ガーデン(UK)からの技術者の研修指導を受け入れる。花緑施設の企画･デザインプロデュースはもちろん、日本の花文化を現代の暮しで継承する空間デザイン、グリーンアートをテーマにダイナミックなVertical Gardenを提案するなど未来を見据えた活動をすすめ、先人の共生の暮らしに学び、地域性と伝統性を花緑空間作りで継承し、地域、日本が輝く「ガーデンルネッサンス」を提唱した。

## 役職
- 株式会社辻本智子環境デザイン研究所 代表取締役所長
- ランドスケープアーキテクト RLA 00179号
- 過去の役職
- 兵庫県立淡路夢舞台温室 「奇跡の星の植物館」プロデューサー（2000年～2021年6月30日まで）
- 兵庫県立大学大学院緑環境景観マネージメント研究科 非常勤講師
- 大阪府立大学大学院経済学研究科 非常勤講師（2010年～2019年）
- 京都教育大学教育学部 非常勤講師（2000年～2018年）
- 現在も継続している役職
- 兵庫県園芸公園協会 評議員
- 兵庫ロースクラブ 理事

## 略歴
- 1976年、大阪府立大学農学部園芸農学科花卉学研究室卒業
- 1976年、カナダ・ナイアガラ公園協会へ国際交流研修学生として留学
- 1981年、大阪府立大学大学院農学研究科緑地計画学教室修士課程修了
- 1982年、カルフォルニア大学バークレー校環境計画学部ランドスケープ学科大学院留学
- 1985年、大阪府立大学大学院農学研究科博士後期課程中退後、株式会社AAP入社、都市プランニングを中心としたプロジェクトを手がける。
- 1988年 - 1995年、ユニトピアささやま花の植物館館長

展示企画、植物デザインを手がけた松下電器産業労働組合ユニトピアささやま「花の植物館」館長就任。“自然と人間の共生”をテーマに、プランニングからプロデュースまで行う。
・１995年4月、株式会社辻本智子環境デザイン研究所設立
- ２000年3月―2021・6・30兵庫県立淡路夢舞台温室奇跡の星総合プロ総合プロデューサー

## 主要作品
- 1988年 - 1995年、松下電器産業労働組合ユニトピアささやま花の植物館造園植栽設計
- 1993年 - 1994年、岐阜県“花の地球館”展示実施計画（展示、植栽、造園デザイン）
- 1995年 - 2007年、愛知県春日井市都市緑化植物園“花と緑の休憩所”植栽デザイン
- 1995年、大阪梅田ガーデンシティ緑のパティオ植栽デザイン
- 1995年 - 2021年6月30日、淡路夢舞台温室奇跡の星の植物館プロデュース造園・植栽デザイン
- 1997年 - 1999年、大東市“水郷の町のおかげ公園造園植栽実施設計
- 2000年 - 2003年、浜名湖花博国際交流会館主催者展示デザイン
- 2003年、浜名湖花博「循環の庭」植栽デザイン
- 2004年、神戸空港ターミナルビル内植栽デザイン
- 2005年、神戸空港ターミナルビル屋上庭園デザイン
- 2007年、ジャパンフラワーフェステイバル香川「さぬき花ルネサンス」総合プロデュース

他多数

## 受賞歴
- 1991年、日本造園修景協会“下山奨励賞”受賞
- 2011年、日本造園学会賞技術部門受賞
- 2014年、日本公園緑地協会“佐藤国際交流賞”受賞

## 著書
- 「奇跡の星の植物館からのメッセージ」）グリーン情報）
- 「ガーデンルネサンス」）共同出版）
- 「花とくらし」（講談社）

春・夏・秋各編におけるガーデニング・カラーコーディネート担当
- 「これからの自然史博物館」（神奈川県立生命の星地球博物館）

沼田真、中川志郎、濱田隆士他と共著「花の植物館の挑戦」担当